# Oliver Petszokat

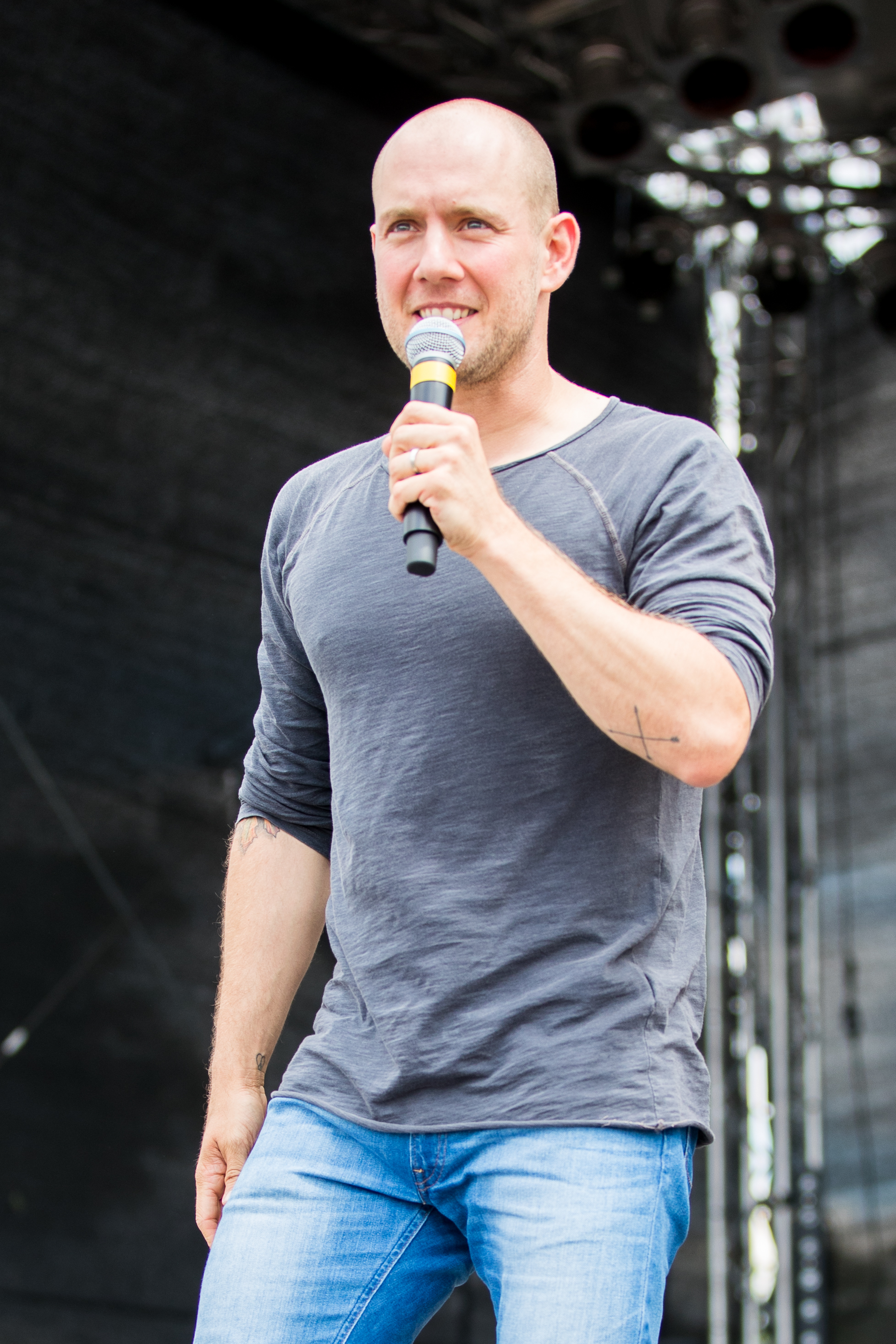
Oliver Petszokat in Mannheim 2016 auf dem La Ola Schlagerfestival

Oliver Alexander Reinhard Petszokat (* 10. August 1978 in West-Berlin), besser bekannt unter dem Künstlernamen Oli.P, ist ein deutscher Schauspieler, Sänger und Moderator.

## Privates
Oliver Petszokat ist geboren und aufgewachsen in Berlin-Spandau. Er ist Sohn eines Polizisten, der als Ausbilder an einer Polizeischule tätig war. Seine Mutter starb 2021 im Alter von 69 Jahren.
Im Alter von zehn Jahren begann er mit Turniertanz; seinen größten tänzerischen Erfolg hatte er 1995 als Teilnehmer im Siegerteam für den Jugendmannschaftspokal des Tanzsportverbands Nordrhein-Westfalen e. V. Nach erfolgreichem Casting für seine erste Fernsehrolle verließ er mit 18 Jahren – in der 11. Klasse – die Schule.
Im Jahr 1999 heiratete Petszokat die ehemalige Unter-uns-Darstellerin Tatiani Katrantzi. Beide sind Eltern des gemeinsamen Sohns Ilias (* Februar 1999). Im November 2007 trennte sich das Paar, 2009 ließen sie sich scheiden. Seit 2009 ist er mit seiner neuen Lebensgefährtin, der Ex-Eiskunstläuferin Pauline Schubert, liiert und seit dem 7. August 2014 verheiratet. Die beiden haben in der Kölner Südstadt ein Delikatessengeschäft für Hunde. Bei Schubert wurde Anfang 2020 ein Gehirntumor operativ entfernt.

## Fernsehen

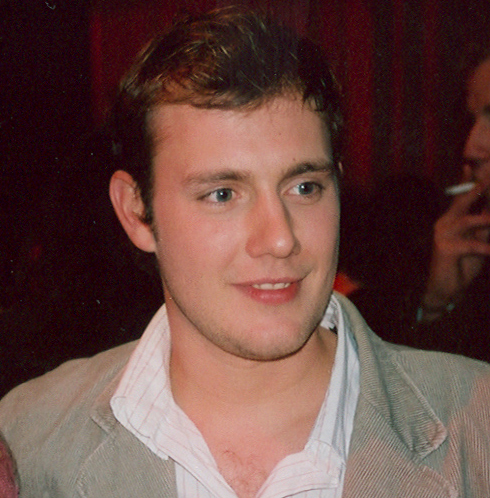
Oliver Petszokat (2004)

Erste Erfolge als Schauspieler hatte er ab 1996 in der von RTL II täglich ausgestrahlten Seifenoper Alle zusammen – jeder für sich. Durch seine Rolle als Ricky Marquart in der RTL-Serie Gute Zeiten, schlechte Zeiten, die er von 1998 bis 1999 spielte, stieg er binnen kürzester Zeit zum Mädchenschwarm auf. 2002 gründete Petszokat in Berlin die Internet-Plattform 23HeadZtorms GmbH. 2003 spielte er eine Hauptrolle in dem deutschen Kinofilm Motown und war im gleichen Jahr Jury-Mitglied in der ZDF-Castingshow Die deutsche Stimme 2003.
Vom 2. März 2004 bis zum 1. März 2005 war Petszokat, neben Ruth Moschner und Christian Möllmann, Co-Moderator der fünften Staffel von Big Brother. Auch die sechste Staffel begleitete er vom 1. März 2005 an als Co-Moderator, ebenfalls neben Ruth Moschner und mit Jochen Bendel als Ersatz für Möllmann. Ab dem 6. Juni 2005 moderierte er gemeinsam mit Bendel die Big-Brother-Dorf-Wochenshow und ersetzte Moschner, die auf eigenen Wunsch die Sendung verließ.
Von März bis August 2006 moderierte Petszokat beim Privatsender RTL II die tägliche Gameshow 5 gegen 5 als Nachfolger des über Jahre hinweg erfolgreichen Familien-Duells bei RTL. Im Herbst 2006 wechselte Petszokat zum Privatsender ProSieben, wo er an der Eislaufshow Stars auf Eis teilnahm und zusammen mit seiner Partnerin Kati Winkler gewann. Außerdem trat er in der Comedysendung Gott sei dank … dass Sie da sind! auf und moderierte das Finale der fünften und sechsten Staffel der Castingshow Popstars.
Von Januar bis März 2007 moderierte er gemeinsam mit Oliver Pocher den ProSieben-Gameshow-Marathon. Im Oktober 2007 war er Teilnehmer der ProSieben-Sendung Das große Promi-Pilgern neben Katy Karrenbauer, Charlotte Engelhardt, Ingo Naujoks und Claude-Oliver Rudolph. Ab Dezember 2007 moderierte Petszokat zusammen mit Katarina Witt und Charlotte Engelhardt die zweite Staffel der ProSieben-Show Stars auf Eis. 2008 spielte er neben Jeanette Biedermann auf ProSieben in dem Funny Movie Dörte’s Dancing mit. Vom 9. September 2008 an moderierte Petszokat zusammen mit Senna Guemmour die Sendung Singing Bee, die ebenfalls von ProSieben ausgestrahlt wurde, aber wegen schlechter Einschaltquoten im November 2008 eingestellt wurde.
Am 11. April 2010 war er in der Vox-Sendung Das perfekte Promi-Dinner zusammen mit Benjamin Boyce, Yvonne de Bark und Kelly Trump zu sehen. Im August 2010 ließ er sich in der RTL-II-Sendung „Tattoo Attack – Stars stechen zu“ tätowieren. Von Oktober 2010 bis September 2011 spielte Petszokat eine Hauptrolle in der Daily Soap Hand aufs Herz, die bei Sat.1 und sixx ausgestrahlt wurde. Seit 2016 ist er in der Telenovela „Rote Rosen“ als Tanzlehrer René Siegel zu sehen. Im September desselben Jahres wurde er zusammen mit seinem Titel Wie früher Markenbotschafter bei Family TV.
Im Frühjahr 2019 moderierte Petszokat drei Wochen lang dreizehn Folgen der ARD-„Upcycling“-Sendung Hallo Schatz – Vom Plunder zum Prachtstück. Ab 13. Oktober 2019 bis Ende des Jahres war er als Reporter für die WDR-Sendung Tiere suchen ein Zuhause tätig, seit Anfang 2020 ist er dort Mit-Moderator
Im Januar 2022 nahm Petszokat als „Affe“ an der ProSieben-Show The Masked Dancer teil und gewann diese.

## Theater
Ab dem 1. Februar 2013 spielte er in der Comödie Dresden den verwirrten Kjell Bjarne in „Elling – Zwei gegen den Rest der Welt“. Zusammen mit Miriam Pielhau, Tobias Schenke und Christian Kühn spielte er bis Ende April 2013 im Dresdner Theater.

## Musik
Im Sommer 1997 veröffentlichte er seine erste Single, eine Coverversion des Liedes Liebe machen des HipHop-Duos Vereinigte Arroganz. Seine zweite Single Eivissa, die er zusammen mit der Gruppe Paradise Love Squad aufnahm, stieg in Deutschland auf Platz 32 und hielt sich insgesamt neun Wochen lang in den Charts.
Nachdem er zu einem der Stars bei Gute Zeiten, schlechte Zeiten geworden war, veröffentlichte er im Herbst 1998 mit Co-Sängerin Tina Frank seine dritte Single, eine gerappte Coverversion des Hits Flugzeuge im Bauch von Herbert Grönemeyer aus dem Jahr 1984. Die Single erreichte die Spitzenposition in Deutschland, Österreich und der Schweiz. In Deutschland erhielt sie dafür eine Dreifach-Platin-Schallplatte für über 1,5 Millionen verkaufte Einheiten. Bis 2017 war Flugzeuge im Bauch von Oli P. die meistverkaufte deutschsprachige Single seit 1975. Für diesen Erfolg wurde Petszokat 1999 für die erfolgreichste nationale Rock-/Pop-Single mit dem Deutschen Musikpreis Echo Pop ausgezeichnet. Die Nachfolgesingle I Wish stieg bis auf Platz zwei der Hitlisten.
Sein zweiter Nummer-eins-Hit gelang Petszokat im Herbst 1999 mit einer Cover-Version des Songs So bist du, gesungen mit Naima, mit dem Peter Maffay 1979 ebenfalls Platz 1 der Charts erreicht hatte. 2000 war Petszokat mit Rapeinlagen in dem Song Immer noch von Jeanette Biedermann zu hören. 2001 sang er das Duett When You Are Here mit der schwedischen Sängerin Emilia.
Im April 2011 gab Petszokat sein Debüt im Bierkönig auf Mallorca. Am 15. August desselben Jahres trat er zum ersten Mal in der Kult-Diskothek Oberbayern auf. Seither hat der bei den Ballermann-Urlaubern beliebte Sänger regelmäßige Auftritte in den genannten Lokalitäten. Ende 2017 ging er mit Mia Julia auf Konzert-Tournee quer durch Deutschland. Im Juli 2023 wurde das achte Studioalbum Hey Freiheit – Das Album veröffentlicht. Es ist Petszokats drittes Top-10-Album und zugleich das höchstplatzierte in Deutschland. Zudem erreichte er in Österreich und der Schweiz erstmals seit 1999 wieder die Charts.

## Diskografie
Studioalben

| Jahr | Titel Musiklabel                                | Höchstplatzierung, Gesamtwochen, AuszeichnungChartplatzierungen (Jahr, Titel, Musiklabel, Platzierungen, Wochen, Auszeichnungen, Anmerkungen) | Höchstplatzierung, Gesamtwochen, AuszeichnungChartplatzierungen (Jahr, Titel, Musiklabel, Platzierungen, Wochen, Auszeichnungen, Anmerkungen) | Höchstplatzierung, Gesamtwochen, AuszeichnungChartplatzierungen (Jahr, Titel, Musiklabel, Platzierungen, Wochen, Auszeichnungen, Anmerkungen) | Anmerkungen                                                 |
| Jahr | Titel Musiklabel                                | DE | AT | CH | Anmerkungen                                                 |
| ---- | ----------------------------------------------- | --- | --- | --- | ----------------------------------------------------------- |
| 1998 | Mein Tag Hansa Musik Produktion (BMG Ariola)    | DE6 Gold · (22 Wo.)DE | AT11 Gold · (16 Wo.)AT | CH11 Gold · (20 Wo.)CH | Erstveröffentlichung: 9. November 1998 Verkäufe: + 300.000  |
| 1999 | o.ton Hansa Musik Produktion (BMG Ariola)       | DE14 Gold · (13 Wo.)DE | AT31 (8 Wo.)AT | CH19 (13 Wo.)CH | Erstveröffentlichung: 15. November 1999 Verkäufe: + 150.000 |
| 2001 | P.ulsschlag Hansa Musik Produktion (BMG Ariola) | — | — | — | Erstveröffentlichung: 1. Oktober 2001                       |
| 2002 | Startzeit Epic Records (Sony)                   | DE78 (1 Wo.)DE | — | — | Erstveröffentlichung: 11. November 2002                     |
| 2004 | Freier Fall Epic Records (Sony)                 | — | — | — | Erstveröffentlichung: 26. April 2004                        |
| 2016 | Wie früher Marcs Firma (H’Art)                  | — | — | — | Erstveröffentlichung: 27. Mai 2016                          |
| 2019 | Alles Gute! Telamo (WMG)                        | DE9 (4 Wo.)DE | — | — | Erstveröffentlichung: 9. August 2019                        |
| 2023 | Hey Freiheit – Das Album Telamo (WMG)           | DE4 (6 Wo.)DE | AT58 (1 Wo.)AT | CH98 (1 Wo.)CH | Erstveröffentlichung: 21. Juli 2023                         |
| 2024 | Wunder Telamo (WMG)                             | DE8 (3 Wo.)DE | — | — | Erstveröffentlichung: 1. November 2024                      |

## Filmografie

### Fernsehserien
- 1996–1997: Alle zusammen – jeder für sich (230 Folgen)
- 1998–1999: Gute Zeiten, schlechte Zeiten (480 Folgen)
- 1999: Hinter Gittern – Der Frauenknast (4 Folgen)
- 2002: Der kleine Mönch (7 Folgen)
- 2003: Kunden und andere Katastrophen
- 2004: Wie erziehe ich meine Eltern? – Forever Young!
- 2004: Im Namen des Gesetzes – Menschenfresser
- 2005: Axel! will’s wissen – Tanz oder gar nicht
- 2006–2007: Gott sei dank, dass Sie da sind! (6 Folgen)
- 2010–2011: Hand aufs Herz (234 Folgen)
- 2015: Die tierischen 10
- 2016, 2017, 2025: Rote Rosen

### Filme
- 2000: Wie angelt man sich seinen Chef?
- 2001: Girl
- 2003: Baltic Storm
- 2003: Motown
- 2005: Ein Hund, zwei Koffer und die ganz große Liebe
- 2007: Die ProSieben Märchenstunde: Dörnröschen – Ab durch die Hecke
- 2008: Funny Movie – Dörte’s Dancing
- 2021: Der Geist im Glas (Märchenfilm)

### Podcasts
- Frei Schnauze
- 90’s Kids
- Ich hab Dich trotzdem lieb (mit Andreas Loff)

### Gastauftritte
Im Musikvideo zur Single Michi Beck in Hell von den Fantastischen Vier aus dem Jahre 1999 hatte er neben weiteren Prominenten wie Harald Schmidt oder Christian Ulmen einen Gastauftritt. In Folge 23 („Forever young!“) der Kinderserie Wie erziehe ich meine Eltern? trat er im Jahr 2004 als Fitnesstrainer Ron auf. 2008 war Petszokat im Musikvideo zur Single Für das Volk von Tareec feat. Chakuza zu sehen. Zudem hat er einen Auftritt im Werbe-Video BVG-Arie der BVG.
Am 16. April 2015 war er Gast im Podcast DAS PODCAST UFO. Im Mai 2015 nahm er an der VOX-Sendung Grill den Henssler teil. Zudem trat er mehrmals im Neo Magazin Royale als Gast auf. In der Serie Einstein, Staffel 2 Folge 8 („Kompression“) hatte er einen Auftritt als Bankräuber. Außerdem trat er Ende 2020 sowie 2021 in der Sat.1-Sendung Buchstaben Battle an.

### Moderation

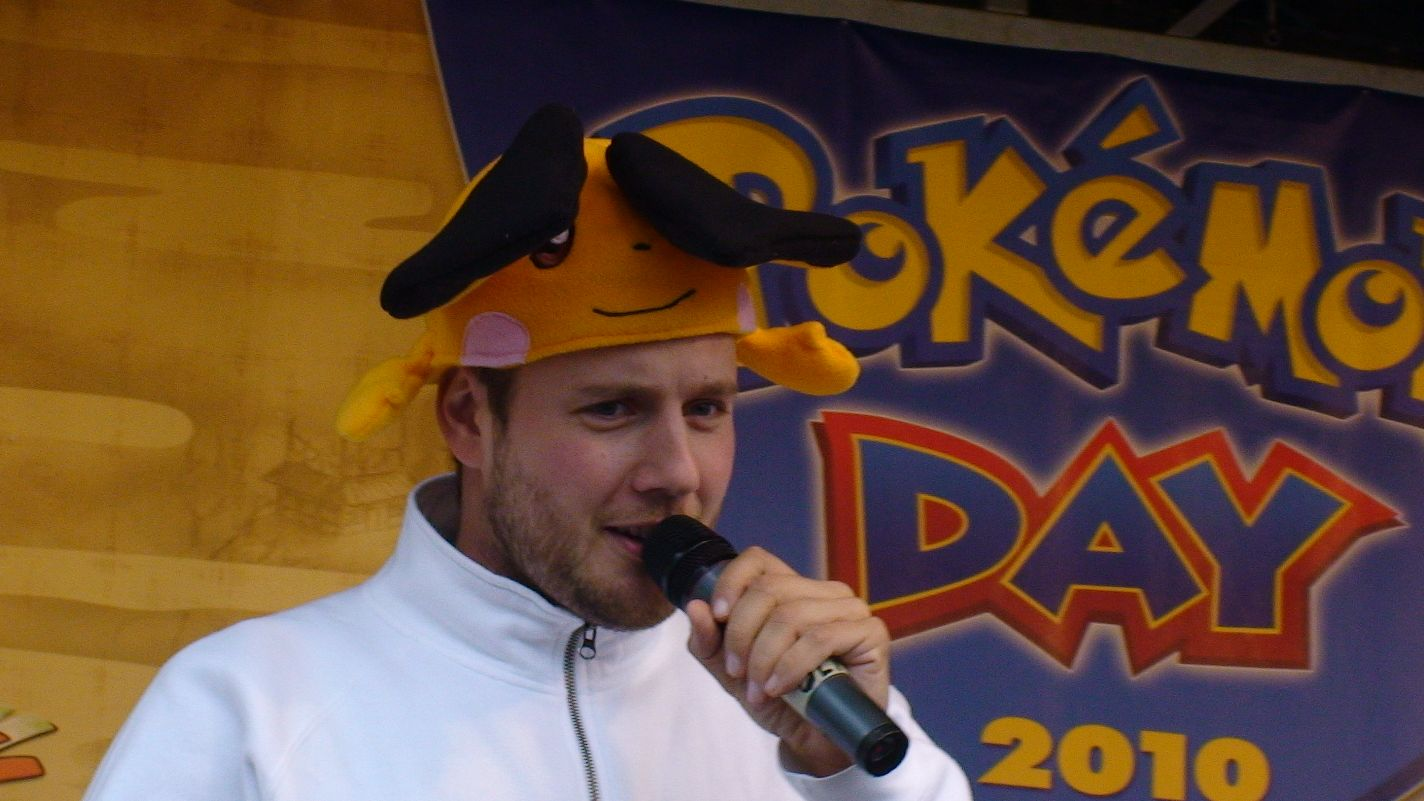
Oli P. moderiert den Pokémon Day 2010 in München.

Bei den Pokémon Days von 2010 bis 2013 war Petszokat als Moderator tätig. Außerdem moderierte er 2011 die Pokémon-Party in Hamburg zusammen mit Pete Dwojak, 2012 und 2013 alle Bühnenprogramme.
Seit Januar 2021 moderiert er die R.SH 90er-Show, die jeden Freitag läuft.

## Auszeichnungen
- 1998: Bravo Otto in Gold (Kategorie: „Pop-Sänger“)
- 1998: Bravo Otto in Silber (Kategorie: „TV-Star“)
- 1999: Bravo Otto in Gold (Kategorie: „Pop-Sänger“)
- 1999: Bravo Otto in Bronze (Kategorie: „TV-Star“)
- 1999: Goldene Stimmgabel
- 1999: Echo (Kategorie: „Erfolgreichster nationaler Song des Jahres“ für Flugzeuge im Bauch)